# Лыжные гонки на Азиатских играх
Соревнования по лыжным гонкам проводятся на зимних Азиатских играх начиная с 1986 года для мужчин и женщин.

## Виды соревнований
|                          | 1986 | 1990 | 1996 | 1999 | 2003 | 2007 | 2011 | 2017 | Годы |
| ------------------------ | ---- | ---- | ---- | ---- | ---- | ---- | ---- | ---- | ---- |
|                          |      |      |      |      |      |      |      |      |      |
| Мужчины спринт           |      |      |      |      |      | X    | X    | X    | 3    |
| Мужчины командный спринт |      |      |      |      |      |      | X    |      | 1    |
| Мужчины 10 км            |      |      | X    |      | X    |      | X    | X    | 3    |
| Мужчины 15 км            | X    | X    | X    | X    | X    |      | X    | X    | 7    |
| Мужчины 30 км            | X    | X    |      | X    | X    | X    | X    | X    | 7    |
| Мужчины эстафета         | X    | X    | X    | X    | X    | X    | X    | X    | 8    |
|                          |      |      |      |      |      |      |      |      |      |
| Женщины спринт           |      |      |      |      |      | X    | X    | X    | 3    |
| Женщины командный спринт |      |      |      |      |      |      | X    |      | 1    |
| Женщины 5 км             | X    |      | X    | X    | X    | X    | X    | X    | 7    |
| Женщины 10 км            | X    | X    | X    | X    | X    |      | X    | X    | 7    |
| Женщины 15 км            |      | X    |      |      |      |      | X    | X    | 3    |
| Женщины эстафета         | X    | X    | X    | X    | X    | X    | X    | X    | 8    |
|                          |      |      |      |      |      |      |      |      |      |
| Всего                    | 4    | 4    | 4    | 6    | 4    | 4    | 6    | 4    |      |

## Призёры соревнований

### Мужчины

#### Спринт, классический стиль
| Год  | Золото                         | Серебро                      | Бронза                       |
| ---- | ------------------------------ | ---------------------------- | ---------------------------- |
| 2011 | Казахстан · Алексей Полторанин | Казахстан · Николай Чеботько | Япония · Юити Онда           |
| 2017 | Республика Корея · Ким Магнус  | Китай · Сунь Цинхай          | Япония · Касивабара Нобухито |

#### Спринт, свободный стиль
| Год  | Золото             | Серебро                        | Бронза                      |
| ---- | ------------------ | ------------------------------ | --------------------------- |
| 2007 | Япония · Юити Онда | Казахстан · Алексей Полторанин | Казахстан · Евгений Кошевой |

#### Командный спринт, свободный стиль
| Год  | Золото                                            | Серебро                             | Бронза                                   |
| ---- | ------------------------------------------------- | ----------------------------------- | ---------------------------------------- |
| 2011 | Казахстан · Алексей Полторанин · Николай Чеботько | Япония · Масая Кимура · Нобу Нарусэ | Республика Корея · Пак Пёнчу · Чон Ыймён |

#### 10 км, классический стиль
| Год  | Золото                     | Серебро                        | Бронза                             |
| ---- | -------------------------- | ------------------------------ | ---------------------------------- |
| 1996 | Казахстан · Pavel Ryabinin | Казахстан · Владимир Борцов    | Республика Корея · Park Byung-chul |
| 2003 | Казахстан · Андрей Головко | Казахстан · Максим Однодворцев | Казахстан · Dmitry Yeryomenko      |
| 2011 | Япония · Кэйсин Ёсида      | Казахстан · Николай Чеботько   | Казахстан · Алексей Полторанин     |
| 2017 | Япония · Акира Лентинг     | Республика Корея · Ким Магнус  | Япония · Кохей Симизу              |

#### 15 км, классический стиль
| Год  | Золото                       | Серебро                    | Бронза                           |
| ---- | ---------------------------- | -------------------------- | -------------------------------- |
| 1986 | Япония · Кадзунари Сасаки    | Япония · Yuji Yamaishi     | Республика Корея · Jun Yeung-hae |
| 1990 | Япония · Кадзунари Сасаки    | Япония · Hirofumi Watanabe | Япония · Hiroyuki Imai           |
| 1999 | Казахстан · Владимир Смирнов | Казахстан · Pavel Ryabinin | Казахстан · Andrey Nevzorov      |

#### 15 км, свободный стиль
| Год  | Золото                         | Серебро               | Бронза                       |
| ---- | ------------------------------ | --------------------- | ---------------------------- |
| 1996 | Казахстан · Pavel Ryabinin     | Китай · Qu Donghai    | Казахстан · Владимир Борцов  |
| 2003 | Казахстан · Максим Однодворцев | Япония · Masaaki Kozu | Китай · Чжан Чэнъе           |
| 2011 | Япония · Кэйсин Ёсида          | Япония · Нобу Нарусэ  | Казахстан · Николай Чеботько |
| 2011 | Казахстан · Ринат Мухин        | Япония · Наото Баба   | Япония · Акира Лентинг       |

#### 30 км, классический стиль
| Год  | Золото                         | Серебро                      | Бронза                |
| ---- | ------------------------------ | ---------------------------- | --------------------- |
| 2011 | Казахстан · Алексей Полторанин | Казахстан · Сергей Черепанов | Япония · Кэйсин Ёсида |

#### 30 км, свободный стиль
| Год  | Золото                         | Серебро                       | Бронза                                                  |
| ---- | ------------------------------ | ----------------------------- | ------------------------------------------------------- |
| 1986 | Япония · Taniyuki Yuki         | Япония · Кадзунари Сасаки     | Республика Корея · Jun Yeung-hae                        |
| 1990 | Япония · Кадзунари Сасаки      | Япония · Hiroyuki Imai        | Япония · Hirofumi Watanabe                              |
| 1999 | Казахстан · Andrey Nevzorov    | Казахстан · Владимир Смирнов  | Япония · Mitsuo Horigome                                |
| 2003 | Казахстан · Максим Однодворцев | Китай · Чжан Чэнъе            | Казахстан · Dmitry Yeryomenko                           |
| 2007 | Казахстан · Максим Однодворцев | Казахстан · Andrey Kondryshev | Казахстан · Андрей Головко · Япония · Katsuhito Ebisawa |
| 2017 | Япония · Акира Лентинг         | Казахстан · Сергей Черепанов  | Казахстан · Николай Чеботько                            |

#### Эстафета 4х10 км
| Год  | Золото                                                                                   | Серебро                                                                                | Бронза                                                                                         |
| ---- | ---------------------------------------------------------------------------------------- | -------------------------------------------------------------------------------------- | ---------------------------------------------------------------------------------------------- |
| 1986 | Япония · Hirofumi Sokata · Yuji Yamaishi · Taniyuki Yuki · Hidetsugu Sugawara            | Республика Корея · Cho Sung-hoon · Hong Kun-pyo · Park Ki-ho · Jun Yeung-hae           | Китай · Kang Henglin · Zhu Dianfa                                                              |
| 1990 | Япония · Hiroyuki Kudo · Hirofumi Watanabe · Masaharu Yamazaki · Кадзунари Сасаки        | Республика Корея · Cho Sung-hoon · Park Ki-ho · Park Byung-chul · Hong Kun-pyo         | Монголия · Chuluuny Batbold · Ziitsagaany Ganbat · Dambajantsagiin Battulga · Gongoryn Myeryei |
| 1996 | Казахстан · Владимир Борцов · Samat Musin · Andrey Nevzorov · Pavel Ryabinin             | Япония                                                                                 | Китай                                                                                          |
| 1999 | Казахстан · Pavel Ryabinin · Igor Zubrilin · Andrey Nevzorov · Владимир Смирнов          | Япония · Katsuhito Ebisawa · Takeshi Sato · Mitsuo Horigome · Hiroyuki Imai            | Республика Корея · Park Byung-joo · Park Byung-chul · Shin Doo-sun · Ahn Jin-soo               |
| 2003 | Япония · Katsuhito Ebisawa · Hiroyuki Imai · Mitsuo Horigome · Masaaki Kozu              | Казахстан · Андрей Головко · Николай Чеботько · Dmitriy Yeremenko · Максим Однодворцев | Китай · Li Geliang · Han Dawei · Чжан Чэнъе · Qu Donghai                                       |
| 2007 | Казахстан · Сергей Черепанов · Andrey Kondryshev · Максим Однодворцев · Николай Чеботько | Япония · Юити Онда · Katsuhito Ebisawa · Нобу Нарусэ · Shohei Honda                    | Китай · Li Geliang · Xia Wan · Bian Wenyou · Wang Songtao                                      |
| 2011 | Казахстан · Сергей Черепанов · Алексей Полторанин · Николай Чеботько · Евгений Величко   | Япония · Кохэй Симидзу · Кэйсин Ёсида · Масая Кимура · Нобу Нарусэ                     | Республика Корея · Лим Ыйкю · Ха Тхэпок · Ли Чжун Гиль · Пак Пёнчу                             |

#### Эстафета 4х7,5 км
| Год  | Золото                                                                   | Серебро                                                                        | Бронза                                                                 |
| ---- | ------------------------------------------------------------------------ | ------------------------------------------------------------------------------ | ---------------------------------------------------------------------- |
| 2017 | Япония · Касивабара Нобухито · Кохей Симизу · Наото Баба · Акира Лентинг | Казахстан · Сергей Черепанов · Ердос Ахмадиев · Николай Чеботько · Ринат Мухин | Республика Корея · Хван Джун Хо · Пак Сон Бом · Ким Мин У · Ким Магнус |

### Женщины

#### Спринт, классический стиль
| Год  | Золото                 | Серебро                    | Бронза                     |
| ---- | ---------------------- | -------------------------- | -------------------------- |
| 2011 | Япония · Мадока Нацуми | Казахстан · Елена Коломина | Казахстан · Оксана Яцкая   |
| 2017 | Китай · Мань Даньдань  | Казахстан · Елена Коломина | Республика Корея · Ю Хе Ри |

#### Спринт, свободный стиль
| Год  | Золото             | Серебро                    | Бронза            |
| ---- | ------------------ | -------------------------- | ----------------- |
| 2007 | Китай · Ван Чуньли | Казахстан · Елена Коломина | Китай · Hou Yuxia |

#### Командный спринт, свободный стиль
| Год  | Золото                                    | Серебро                           | Бронза                             |
| ---- | ----------------------------------------- | --------------------------------- | ---------------------------------- |
| 2011 | Казахстан · Елена Коломина · Оксана Яцкая | Китай · Мань Даньдань · Ли Хунсюэ | Япония · Наоко Омори · Юки Кобаяси |

#### 5 км, классический стиль
| Год  | Золото                                | Серебро                               | Бронза                         |
| ---- | ------------------------------------- | ------------------------------------- | ------------------------------ |
| 1986 | Япония · Kazuko Nakajima              | Япония · Mihoko Shimizume             | Китай · Tang Yuqin             |
| 1996 | Казахстан · Оксана Яцкая              | Япония · Sumiko Yokoyama              | Казахстан · Yelena Chernetsova |
| 1999 | Япония · Sumiko Yokoyama              | Казахстан · Светлана Шишкина          | Китай · Luan Zhengrong         |
| 2003 | Казахстан · Светлана Малахова-Шишкина | Казахстан · Оксана Яцкая              | Казахстан · Елена Антонова     |
| 2007 | Казахстан · Оксана Яцкая              | Казахстан · Светлана Малахова-Шишкина | Китай · Ван Чуньли             |
| 2011 | Япония · Масако Исида                 | Япония · Мадока Нацуми                | Китай · Ли Хунсюэ              |
| 2017 | Япония · Юки Кобаяси                  | Казахстан · Елена Коломина            | Китай · Ли Хунсюэ              |

#### 10 км, классический стиль
| Год  | Золото               | Серебро                 | Бронза              |
| ---- | -------------------- | ----------------------- | ------------------- |
| 1990 | Япония · Fumiko Aoki | Япония · Yoshiko Mikami | КНДР · Ri Kyong-hui |

#### 10 км, свободный стиль
| Год  | Золото                        | Серебро                               | Бронза                     |
| ---- | ----------------------------- | ------------------------------------- | -------------------------- |
| 1986 | Япония · Kazuko Nakajima      | Япония · Mihoko Shimizume             | Китай · Song Shiji         |
| 1996 | Япония · Sumiko Yokoyama      | Китай · Юй Шумэй                      | Китай · Guo Dongling       |
| 1999 | Казахстан · Светлана Шишкина  | Япония · Sumiko Yokoyama              | Япония · Fumiko Aoki       |
| 2003 | Казахстан · Оксана Яцкая      | Казахстан · Светлана Малахова-Шишкина | Китай · Hou Yuxia          |
| 2011 | Республика Корея · Ли Чхэ Вон | Япония · Масако Исида                 | Япония · Юки Кобаяси       |
| 2017 | Япония · Юки Кобаяси          | Республика Корея · Ли Чхэ Вон         | Казахстан · Елена Коломина |

#### 15 км, классический стиль
| Год  | Золото                | Серебро                    | Бронза                                |
| ---- | --------------------- | -------------------------- | ------------------------------------- |
| 2011 | Япония · Масако Исида | Казахстан · Елена Коломина | Казахстан · Светлана Малахова-Шишкина |

#### 15 км, свободный стиль
| Год  | Золото               | Серебро                       | Бронза              |
| ---- | -------------------- | ----------------------------- | ------------------- |
| 1990 | Япония · Fumiko Aoki | Япония · Naomi Hoshikawa      | Китай · Wang Jinfen |
| 2017 | Япония · Юки Кобаяси | Республика Корея · Ли Чхэ Вон | Китай · Ли Хунсюэ   |

#### Эстафета 4х5 км
| Год  | Золото                                                                                    | Серебро                                                                   | Бронза                                                                  |
| ---- | ----------------------------------------------------------------------------------------- | ------------------------------------------------------------------------- | ----------------------------------------------------------------------- |
| 1986 | Китай · Lu Fengmei · Song Shiji · Tang Yuqin · Chang Dezhen                               | Япония · Mayumi Ando · Mika Ito · Kazuko Nakajima · Rumiko Yamamoto       | КНДР · Ri Kyong-hui · Kim Jong-hui                                      |
| 1990 | Япония · Miwa Ota · Fumiko Aoki · Naomi Hoshikawa · Yoshiko Mikami                        | Китай · Song Shiji · Chi Xiumei · Wang Jinfen · Song Aiqin                | КНДР · Han Ok-sil · Ri Kyong-hui · Lim Gun-son · Choi Yong-hwa          |
| 1996 | Китай · Guo Dongling · Luan Zhengrong · Wang Jinfen · Юй Шумэй                            | Казахстан · Yelena Chernetsova · Светлана Шишкина · Оксана Яцкая          | Япония                                                                  |
| 1999 | Казахстан · Svetlana Deshevykh · Елена Коломина · Olga Selezneva · Светлана Шишкина       | Япония · Yukino Sato · Sumiko Yokoyama · Kumiko Yokoyama · Fumiko Aoki    | Китай · Liu Hongxia · Luan Zhengrong · Shi Donghong · Guo Dongling      |
| 2003 | Казахстан · Елена Антонова · Оксана Яцкая · Darya Starostina · Светлана Малахова-Шишкина  | Япония · Мадока Нацуми · Нобуко Фукуда · Sumiko Yokoyama · Chizuru Soneta | Китай · Luan Zhengrong · Hou Yuxia · Ли Хунсюэ · Liu Hongyan            |
| 2007 | Казахстан · Елена Коломина · Елена Антонова · Оксана Яцкая · Светлана Малахова-Шишкина    | Китай · Ван Чуньли · Ли Хунсюэ · Лю Юаньюань · Hou Yuxia                  | Япония · Мадока Нацуми · Масако Исида · Sumiko Yokoyama · Нобуко Фукуда |
| 2011 | Казахстан · Елена Коломина · Оксана Яцкая · Анастасия Слонова · Светлана Малахова-Шишкина | Япония · Мадока Нацуми · Масако Исида · Юки Кобаяси · Митико Касивабара   | Китай · Мань Даньдань · Ли Хунсюэ · Ли Синь · Лю Юаньюань               |
| 2017 | Япония · Хикари Миядзаки · Кодзуэ Такизава · Юки Кобаяси · Чиса Обаяси                    | Китай · Мань Даньдань · Ли Синь · Чи Чуньсюэ · Ли Хунсюэ                  | Республика Корея · Же Сан-ми · Хан Дасом · Ю Хе Ри · Ли Чхэ Вон         |

## Медальный зачёт
суммарно медали для страны во всех видах соревнований
| Место          | Страна           | Золото | Серебро | Бронза | Всего |
| -------------- | ---------------- | ------ | ------- | ------ | ----- |
| 1              | Япония           | 27     | 24      | 14     | 65    |
| 2              | Казахстан        | 26     | 22      | 14     | 62    |
| 3              | Китай            | 4      | 8       | 19     | 31    |
| 4              | Республика Корея | 2      | 5       | 9      | 16    |
| 5              | КНДР             | 0      | 0       | 3      | 3     |
| 6              | Монголия         | 0      | 0       | 1      | 1     |
| Всего стран: 6 | Всего стран: 6   | 59     | 59      | 60     | 178   |